# Julia Cæsar
Pour les articles homonymes, voir Caesar.
Julia Cæsar, née le 28 janvier 1885 à Stockholm et morte le 18 juillet 1971 à Västerled (comté de Stockholm), est une actrice et meneuse de revue suédoise.

## Biographie

Julia Cæsar à droite sur la photo, prise en 1906, dans la revue Hertiginnan af Danviken.

À l'âge de 18 ans, Julia Cæsar fait de la figuration à l'ancien Folkteatern (sv) d'Östermalmstorg à Stockholm. Elle fait ses vrais débuts sur scène en 1905 avec la compagnie théâtrale de Sondell lors d'une tournée à la campagne, où elle joue la vieille mère Annika dans Värmlänningarna. En 1909/10, elle part en tournée avec la compagnie théâtrale dramatique de Ranft. En été, elle joue notamment au Kristallsalongen, et c'est là qu'elle interprète une femme avec des écouteurs dans la revue comique Tjusiga Magnusson d'Emil Norlander en 1913.
Au théâtre, elle travaille à l'Apolloteatern (sv) d'Helsinki de 1913 à 1917, au Folkets hus teater (sv) de 1927 à 1929, au Mosebacketeatern (sv) de 1929 à 1937 et au Odéonteatern (sv) de Stockholm de 1938 à 1953. Au cours des étés 1924 et 1964, elle a joué des pièces folkloriques dans divers théâtres en plein air de Stockholm. Elle se produisait généralement aux théâtres Vanadislunden (sv) ou Tantolunden (sv), et était connue sous le nom de Reine de Tantolunden.
Cæsar est apparue dans un grand nombre de films, le plus grand nombre parmi toutes les actrices suédoises de tous les temps avec un total de 135 films, la deuxième étant Astrid Bodin (sv) avec 134 films. Julia a obtenu son premier grand rôle en 1922, en tant que garce dans Anderssonskans Kalle (sv). Elle est devenue experte dans l'interprétation de tantes colériques mais au grand cœur, un rôle dans lequel elle est tombée à l'âge de 20 ans. Au cours de sa carrière, elle a souvent joué des cuisinières, des concierges, des logeuses et des belles-mères.
Peu avant son 83e anniversaire, elle atteint au palmarès musical de la Svensktoppen (sv) avec son interprétation en suédois de The Yankee Doodle Boy au cours de l'hiver 1967/68.
Julia Cæsar est victime d'une hémorragie cérébrale en 1968 et passe ses dernières années dans un centre de soins de longue durée. Elle meurt le 18 juillet 1971 et est enterrée au cimetière de Bromma à Stockholm le 31 août 1971. Elle n'était pas mariée, mais a vécu avec la chanteuse d'opérette Frida Falk (1875-1948) de 1925 jusqu'à sa mort en 1948.

## Filmographie
- 1922 : L'Épreuve du feu (Vem dömer) de Victor Sjöström
- 1922 : Anderssonskans Kalle (sv)
- 1923 : Anderssonskans Kalle på nya upptåg (sv)
- 1923 : Mälarpirater (sv)
- 1925 : Kalle Utter (sv)
- 1925 : Hennes lilla majestät (sv)
- 1926 : Flickan i frack (sv)
- 1929 : Rågens rike (sv)
- 1931 : Trötte Teodor (sv)
- 1932 : Svarta rosor de Gustaf Molander
- 1932 : Ett skepp kommer lastat (sv)
- 1932 : Hans livs match (sv)
- 1933 : Fridolf i lejonkulan (sv)
- 1933 : Djurgårdsnätter (sv)
- 1933 : Bomans pojke (sv)
- 1934 : Simon i Backabo (sv)
- 1934 : Anderssonskans Kalle (sv)
- 1934 : En stilla flirt (sv)
- 1935 : Smålänningar (sv)
- 1935 : Ebberöds bank (sv)
- 1935 : Le Conte du pont au moine  (Munkbrogreven) d'Edvin Adolphson
- 1935 : Grabbarna i 57:an (sv)
- 1936 : Våran pojke (sv)
- 1936 : Han, hon och pengarna (sv)
- 1936 : Alla tiders Karlsson (sv)
- 1937 : Ryska snuvan
- 1937 : Pappas pojke (sv)
- 1937 : Pensionat Paradiset (sv)
- 1937 : O, en så'n natt! (sv)
- 1938 : Med folket för fosterlandet (sv)
- 1938 : Blixt och dunder (sv)
- 1939 : Vi på Solgläntan (sv)
- 1939 : Rena rama sanningen (sv)
- 1939 : Hennes lilla Majestät (sv)
- 1939 : Efterlyst (sv)
- 1939 : Oss baroner emellan (sv)
- 1939 : Ombyte förnöjer
- 1940 : Swing it, magistern!
- 1940 : Romans (sv)
- 1940 : Med dej i mina armar (sv)
- 1940 : Hanna i societén (sv)
- 1941 : Ung dam med tur (sv)
- 1941 : Stackars Ferdinand (sv)
- 1941 : Spökreportern (sv)
- 1941 : En kvinna ombord (sv)
- 1941 : En fattig miljonär (sv)
- 1942 : Vi hemslavinnor (sv)
- 1941 : Snapphanar (sv)
- 1942 : Ungdom i bojor (sv)
- 1942 : Tre skojiga skojare (sv)
- 1942 : Tre glada tokar (sv)
- 1942 : Man glömmer ingenting (sv)
- 1942 : Kvinnan tar befälet (sv)
- 1942 : Halta Lottas krog (sv)
- 1942 : Fallet Ingegerd Bremssen (sv)
- 1942 : I gult och blått (sv)
- 1943 : En flicka för mej (sv)
- 1943 : Livet måste levas (sv)
- 1943 : När ungdomen vaknar (sv)
- 1943 : Katrina (sv)
- 1943 : I mörkaste Småland (sv)
- 1944 : Släkten är bäst (sv)
- 1944 : Gröna hissen (sv)
- 1944 : Vi behöver varann (sv)
- 1944 : Kärlek och allsång (sv)
- 1944 : La Sorcière (sv) (Flickan och Djävulen)
- 1944 : Örnungar (sv)
- 1944 : Prins Gustaf
- 1944 : Dolly tar chansen (sv)
- 1945 : Sussie (sv)
- 1945 : Kungliga patrasket (sv)
- 1945 : Vive Marthe ! (sv) (Fram för lilla Märta)
- 1945 : Hans Majestät får vänta (sv)
- 1945 : I som här inträden (sv)
- 1945 : Bröderna Östermans huskors (sv)
- 1946 : Holger Nilssons underbara resa (sv)
- 1946 : À nous les millions (sv) (Pengar – en tragikomisk saga)
- 1946 : Peggy på vift (sv)
- 1946 : Le Ballon (sv) (Ballongen)
- 1946 : Il pleut sur notre amour (Det regnar på vår kärlek) d'Ingmar Bergman
- 1946 : Onsdagsväninnan (sv)
- 1946 : Crise (Kris) d'Ingmar Bergman
- 1946 : Neiges sanglantes (sv) (Rötägg)
- 1946 : Stiliga Augusta (sv)
- 1947 : Det kom en gäst
- 1947 : Stackars lilla Sven (sv)
- 1947 : 91:an Karlssons permis (sv)
- 1947 : Kronblom (sv)
- 1948 : Loffe på luffen (sv)
- 1948 : Solkatten (sv)
- 1948 : Soldat Boum (sv) (Soldat Bom) de Lars Erik Kjellgren
- 1948 : Janne Vängmans bravader (sv)
- 1948 : De kämpade sig till frihet (sv)
- 1949 : Gatan (sv)
- 1949 : Kronblom kommer till stan (sv)
- 1949 : Greven från gränden (sv)
- 1949 : Kvinna i vitt (sv)
- 1949 : Lång-Lasse i Delsbo (sv)
- 1949 : Pappa Bom (sv)
- 1949 : Fifi Brindacier (sv) (Pippi Långstrump) de Per Gunvall
- 1950 : Les Parias (sv) (Två trappor över gården) de Gösta Werner
- 1950 : Påhittiga Johansson (sv)
- 1950 : När kärleken kom till byn (sv)
- 1950 : Kyssen på kryssen (sv)
- 1950 : Kastrullresan (sv)
- 1950 : Jeux d'été (Sommarlek) d'Ingmar Bergman
- 1951 : Skeppare i blåsväder (sv)
- 1951 : Dårskapens hus (sv)
- 1952 : Klackarna i taket (sv)
- 1952 : Janne Vängman i farten (sv)
- 1953 : Åsa-Nisse på semester (sv)
- 1953 : Bror min och jag (sv)
- 1953 : Fartfeber (sv)
- 1954 : Åsa-Nisse på hal is (sv)
- 1954 : Förtrollad vandring (sv)
- 1956 : Flickan i frack (sv)
- 1956 : Ratataa (sv)
- 1957 : Johan på Snippen tar hem spelet (sv)
- 1957 : 91:an Karlsson slår knock out (sv)
- 1961 : Ljuvlig är sommarnatten (sv)
- 1961 : Hällebäcks gård (sv)
- 1964 : Svenska bilder (sv)
- 1965 : Åsa-Nisse slår till (sv)
- 1965 : Morianerna (sv)
- 1965 : Pang i bygget (sv)
- 1966 : Hemsöborna (sv)
- 1966 : Åsa-Nisse i raketform (sv)
- 1966 : Trettio pinnar muck (sv)
- 1967 : En sån strålande dag (sv)
- 1968 : Freddy klarar biffen (sv)